# Decio Azzolino il Giovane
Decio Azzolino il Giovane, altrimenti conosciuto come Decio Azzolini (Fermo, 11 aprile 1623 – Roma, 8 giugno 1689), è stato un cardinale italiano e Segretario di Stato.

## Biografia
Quattordicesimo figlio di Pompeo Azzolini e Giulia Ruffo, Decio era di nobile famiglia Fermana. Suo zio era il cardinale Decio Azzolino il Vecchio. Studiò al seminario di Ripatransone e poi si laureò nell'Università di Fermo. Sia il padre che lo zio avevano importanti incarichi presso la Segreteria di Stato. Si recò a Roma dove fu al seguito del cardinale Giovanni Panciroli con il quale fu conclavista nel conclave del 1644. Fece una rapida carriera che lo portò all'incarico di segretario della cifra nel 1644 e poi, nel 1654, alla porpora cardinalizia, assumendo fortunati incarichi fino alla Segreteria di Stato nel 1667.

Fu Cardinale di Santa Maria in Trastevere, Santa Prassede, Santa Croce in Gerusalemme.
Negli ultimi tre conclavi fu tra capi del cosiddetto "squadrone volante", cioè il gruppo di cardinali non legati a monarchi europei e che ebbero tra le loro file, eletti come papi: i cardinali Fabio Chigi nel 1655 e Giulio Rospigliosi nel 1667.
Mecenate di artisti e letterati, era amico e confidente - nonché erede - della Regina Cristina di Svezia a cui egli dedicò la costruzione della bellissima Sala del mappamondo, nucleo fondante della Biblioteca di Fermo.
Il Cardinale morì a Roma di idropisia l'8 giugno 1689 e fu sepolto nella tomba dei Padri Oratoriani in Santa Maria in Vallicella.

## Conclavi
Nel periodo del suo cardinalato Decio Azzolino partecipò ai conclavi:
- del 1655, che elesse papa Alessandro VII
- del 1667, che elesse papa Clemente IX
- del 1669-1670, che elesse papa Clemente X
- del 1676, che elesse papa Innocenzo XI